# Erdek
Erdek (griechisch Αρτάκη Artaki, Pithos im 19. Jahrhundert, in der Antike Artake) ist eine Stadt im gleichnamigen Landkreis der türkischen Provinz Balıkesir und gleichzeitig ein Stadtbezirk der 2012 geschaffenen Büyükşehir Belediyesi Balıkesir (Großstadtgemeinde/Metropolprovinz). Seit einer Gebietsreform 2012 ist die Kreisstadt flächen- und einwohnermäßig identisch mit dem Landkreis einschließlich aller Dörfer auch auf den vorgelagerten Inseln Paşalimanı, Zeytinli und Tavşanlı. Die 25 ha große Tavşanlı Adası ist allerdings ein unbewohntes und kahles Eiland. Die nur 0,8 ha messende Zeytinli Ada unmittelbar bei Erdek vor der Küste, die bis zum 12. und 13. Jahrhundert mit einer Kirche sowie einem Kloster bebaut war und im 13. und 14. Jahrhundert während des Osmanischen Reiches als „Quarantäneinsel“ genutzt wurde, ist seit 2006 archäologisches Ausgrabungsgelände und wird voraussichtlich nach den Grabungen als touristische Anlage genutzt. Lediglich Paşalimanı Adası ist mit etwa 2000 Einwohnern in fünf Dörfern (Paşalimanı, Poyrazlı, Harmanlı, Balıklı und Tuzla) besiedelt. Die türkische Marine betreibt in Erdek einen Stützpunkt.

## Lage und Bedeutung

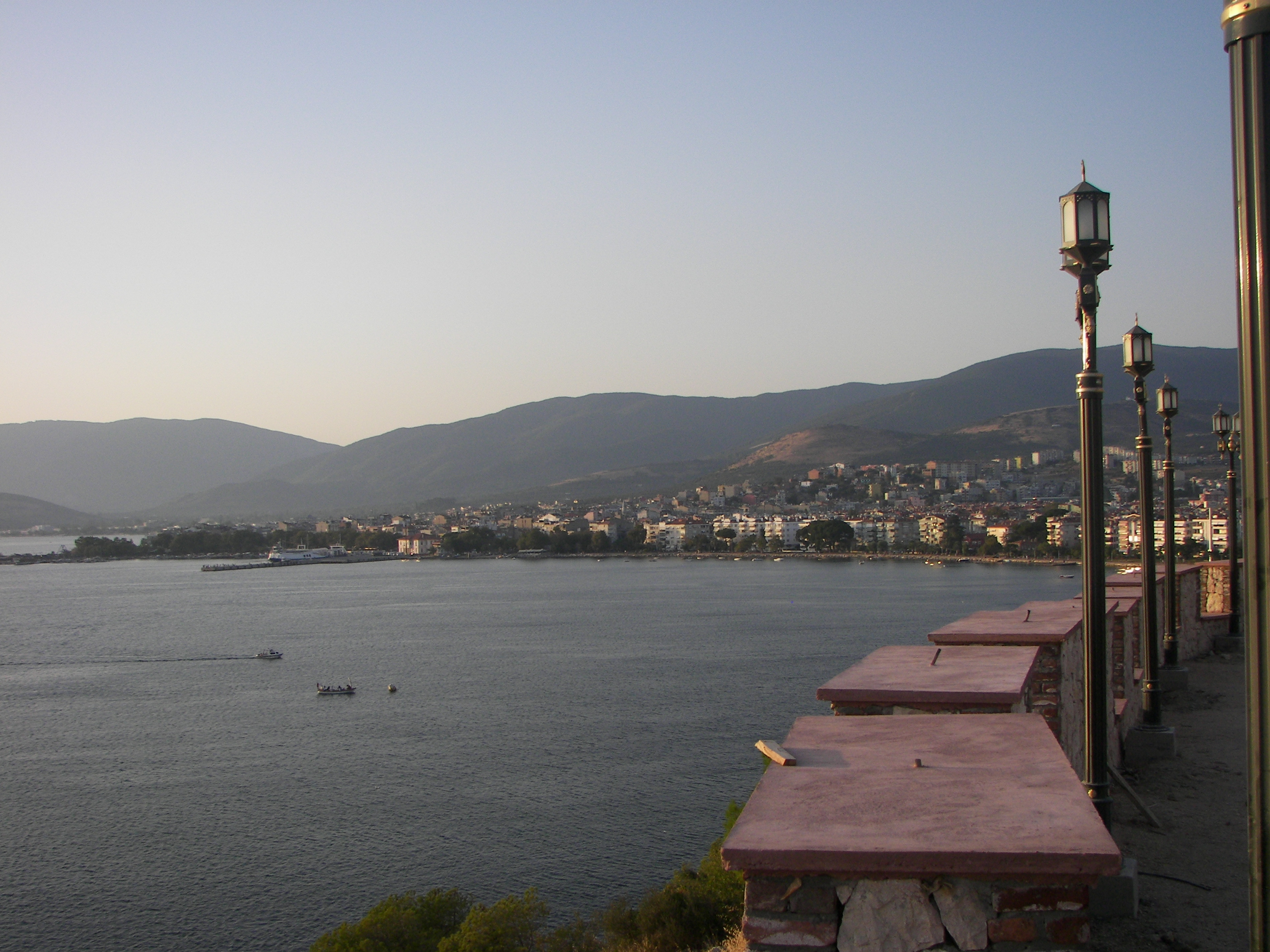
Die Bucht von Erdek

Erdek liegt an der Südwestküste der Halbinsel Kapıdağ abseits der Hauptstraße von Gönen zur Industriestadt Bandırma. Der Ort bietet sich dem Besucher als prosperierende kleine Stadt, die sich alljährlich zur Sommerzeit für mehrere Monate in eine turbulente Touristenstätte verwandelt. Nach allem, was man über sie weiß, war sie wohl bis zum Jahre 1921 immer überwiegend von Griechen bewohnt (griechisch Pithos).
Sie ist die größte Stadt auf der Halbinsel Kapıdağ im Marmarameer und ein Touristenort mit zahlreichen Hotels vor allem für einheimische Urlauber und Besucher aus dem Ausland. In der Nähe der Stadt befindet sich die antike Stadt Kyzikos. Von Erdek bestehen Verbindungen zur Insel Avşa und zur Marmara-Insel. Erdek liegt 120 km Luftlinie von Istanbul entfernt. Der Landkreis liegt im Norden der Provinz Balıkesir. Die Kreisfläche beträgt 307 km², misst einschließlich allen vorgelagerten Inseln Paşalimanı, Ekinlik, Avşa, Zeytinli und Tavşanlı, die allerdings nicht alle zum Kreisgebiet zählen, insgesamt 446,25 km². 246,48 km² davon sind bewaldet und 199,77 km² sind Offenland und Agrarflächen. Die Fläche der Halbinsel Kapıdağ alleine beträgt 284,64 km². 176,85 km² dieser Fläche sind Waldflächen und 108,10 km² Offen- und Agrarland. Vom Kulturland (125,70 km²) sind 9 % Ackerland, 11 % Olivenkulturen und 4 % sonstige Baum- und Strauchkulturen, während Wiesen und Weiden 5 % einnehmen. Auf Siedlungen, Sumpf und Felsgelände entfallen 17 %. Das Gebiet der Halbinsel Kapıdağ liegt mit 322,18 km² im Kreisgebiet, davon sind 37,3 % landwirtschaftliche Flächen einschließlich Wiesen und Weiden (13,9 %), 61,6 % Wald und Macchie und 1,1 % sonstige Nutzflächen (einschl. Siedlungen usw.).

## Vegetation und Tierwelt
Als die rezente Halbinsel Kapıdağ noch eine Insel (in der Antike Arctonnesus, später auch Halbinsel von Cyzicus) war, wurde sie aufgrund der Meeresströmungen durch Sandanschwemmungen mit dem Festland verbunden, und es entstanden die beiden großen Buchten von Erdek (Erdek Körfezi) im Westen und Bandırma (Bandırma Körfezi) im Osten. Die schmale, nur 1,7 km breite und an der weitesten Stelle 1 km messende Landverbindung wird westlich und östlich von zwei gegenüberliegenden Sandwällen eingefasst, die eine flache Senke abriegeln, die in Regenjahren zu einem Sumpfgebiet (Belkis-Sümpfe) wird. Die geologische Struktur der zumeist bergigen, etwa 300 km² großen Halbinsel Kapıdağ selbst besteht aus drei lithologischen Einheiten: Metamorphen Schieferkomplexen des älteren Perm, granitischer Magma des Paläozän und alluvialen Sedimenten. Kapıdağ wird zum einen in größeren Partien von (Laub-)Wald- und Macchie-Gemeinschaften eingenommen, andererseits von Dünen- und speziellen Inselökosystemen. Eichenwälder durchsetzt mit Buchen, besonders mäßig winterharte Trocken- und Feuchtwälder, dominieren das Innere.
Die am weitesten verbreiteten Bodentypen sind kalkarme braune Waldböden, besetzt mit Mischwäldern aus Kalabrischer Kiefer (Türkische Kiefer, Pinus brutia), Orient-Buche (Fagus sylvatica ssp. orientalis), Hainbuche (Carpinus betulus) durchsetzt mit Ahorn (Acer), Traubeneiche (Quercus petraea), Edelkastanie (Castanea sativa), Ungarische Eiche (Quercus frainetto), Färber-Eiche (Quercus infectoria) und im Unterwuchs Eingriffeliger Weißdorn (Crataegus monogyna), Schneeball (Viburnum), Erdbeerbaum (Arbutus unedo), Baumheide (Erica arborea) sowie Troodos Veilchen (Viola sieheana), Hornkraut (Cerastium banaticum), Gemeiner Affodill (Asphodelus aestivus), Dorniger Bibernelle (Sarcopoterium spinosum) und Hundsrose (Rosa canina). Zwei gefährdete Arten der Königskerzen, Verbascum simavicum und Verbascum aschersanii, wobei letztere auch in der Troas vorkommt, wachsen auf der Halbinsel Kapıdağ. Gehäuft im westlichen Teil gibt es Berge mit Höhen von über 700 m. Dazu zählen zum Beispiel der Dedebayırı Tepesi (808 m), der Büyükgamla Tepe (797 m), Çokla Tepe (718 m), Kese Tepe (783 m), Dumanlı Tepe (668 m) und der Yatak Tepesi (774 m). In den Regionen mit geringerer Höhe im Westen und Süden sind die meisten der einstigen Macchie-Gemeinschaften heute mit Ölbaumhainen bedeckt.
Auf der Halbinsel überleben zudem wichtige Säugetierarten, wie die Mittelmeer-Mönchsrobbe (Monachus monachus), die Langfußfledermaus (Myotis capaccinii) und die Hufeisennase-Fledermaus (Rhinolophus mehelyi). Die wichtigsten in der Region lebenden Reptilien sind die Maurische Landschildkröte (Testudo graeca) und der Ägäische Nacktfinger (Gecko: Mediodactylus kotschyi). Vom Aussterben bedroht ist die gelb gefleckte Trichterschmetterlingsart des Mattscheckigen Braun-Dickkopffalter (Thymelicus acteon), ein Schmetterling aus der Familie der Dickkopffalter.

## Geschichte
In ihrer Geschichte ist die Stadt Erdek als Paremo, Artaki und Artake bekannt geworden. Über die genaue Gründung ist nichts bekannt. Nach der Legende wurde dieser Ort von Artak, einem der legendären dortigen Könige, gegründet. Laut Herodot war der Ort eine Kolonie von Einwanderer aus Milet, die sich im 7. Jahrhundert v. Chr. hier niederließen. Sie gelten als die Hauptgründer der Stadt. Während der legendären Troia-Kriege war sie neben Bandırma (Panormos) eine der größten Städte der Region. Herodot vermerkt hier einen großen Hafen und eine Werft und betont die wirtschaftliche Situation, lobt ihre Trauben, ihren Wein, ihre Oliven und ihr Olivenöl. Nach Timosthenes, der in den 280/270er Jahren v. Chr. als Admiral der ptolemäischen Marine von König Ptolemaios II. Philadelphus von Ägypten diente, war Artaka der Name eines Berges und einer kleinen Insel bei Kyzikos. Plinius nennt diese Insel „Artacaeon“. In „Argonautika“, einem antiken griechischen Epos, heißt es, dass die Helden aus der Region Kyzikos den Steinanker ihres Schiffes namens Argo (wohl die Argonauten) neben den „Artake-Brunnen“ senkten, der sich an der Stelle befand, der sie sich zuerst genähert hatten.
Wahrscheinlich wurde Erdek als Artaki zwischen 431 und 404 v. Chr. als Kolonie von Milet aus besiedelt und führte aller bisherigen Kenntnis nach noch bis ins 11. Jahrhundert nach Chr. ein kaum beachtetes Dasein im Schatten der bedeutenden milesischen Nachbarkolonie Kyzikos auf der Landenge zwischen den Buchten von Erdek und Bandırma.
Als Konstantinopel 324 n. Chr. zum Zentrum des Byzantinischen Reiches wurde, verlor Kyzikos allmählich an Bedeutung. 543 n. Chr. und insbesondere 1063 wurde die Stadt durch Erdbeben verwüstet. Die Bevölkerung wanderte nach Artake ab. Kommerzielle Bauten, die von Venezianern danach in der Stadt eingerichtet wurden, machten Artake zu einer wichtigen Handelsstation und allmählich zum Zentrum der Kapıdağı-Halbinsel. Damals gewann der Ort an Bedeutung und überlebte als regionales Zentrum einer Region bis in die Gegenwart. Im 13. Jahrhundert kam Erdek zum Beylik von Karasi (Karesi). 1339 bzw. 1366 eroberte Süleyman Pascha, ein Sohn von Orhan Gazi (1281–1362), Artake, das damals zusammen mit der gesamten Halbinsel Kapıdağ, einschließlich Çanakkale (Kale-i Sultaniye), unter osmanische Herrschaft kam. Danach schweigen zunächst die bekannten Quellen über Erdek.
Erst Mitte des 17. Jahrhunderts erscheint Erdek als eine von Gouverneuren aus Bursa (Eyalet Anadolu) verwaltete Stadt und als Kreiszentrum (Kaza) mit acht Stadtteilen. Evliya Çelebi, der 1639 zweimal nach Erdek kam, berichtet damals in seinem Buch Seyahatname von Erdeks hölzernen und entzückenden zweistöckigen Häusern, Gasthäusern, Bädern, vier Moscheen, 2500 ha Weinbergen und neun Weinsorten aus Muskat-Trauben. Er erwähnt dabei auch die heißen Quellen auf der vorgelagerten Insel Zeytinli. 1740 wird Erdek als vergleichsweise große Stadt geschildert, deren 10.000 Einwohner zu 80 % Griechen waren. 1831 lebten im Landkreis Erdek bereits 32.879 Griechen, demgegenüber aber nur 3537 Türken, 331 Juden, 7 Armenier und 13 Personen anderer Ethnie. Auch in den folgenden zwei Jahrhunderten unterscheidet sich der Werdegang Erdeks kaum von dem einer anderen traditionellen Kleinstadt der heutigen Türkei. 1807 wurde Erdek bis zum Ende des 19. Jahrhunderts Kreiszentrum mit Bandırma als Amtsbezirk im Sandschak Karasi. Da die damaligen Gebäude aus Holz bestanden, erlitt Erdek zwischen dem 14. und 20. Jahrhundert viele Brandkatastrophen. Insbesondere die Brände in den letzten 200 Jahren verhinderten die Entwicklung der Stadt. Bei den Bränden von 1800 und 1854 wurde die Stadt zweimal vollständig niedergebrannt. Wenn Gaspari den Ort Anfang des 19. Jahrhunderts als Dorf bezeichnet, so ist er damals wohl einer Fehlinformation aufgesessen. Zumindest aber hat er kräftig untertrieben. Selbst während der Niedergangsphase des Osmanischen Reiches zählte Erdek 1816 noch 5500 Einwohner.
In der ersten Hälfte des 19. Jahrhunderts war Erdek eine ruhige, abgelegene Ackerbürgerstadt mit 3000 Einwohnern, die von einem Richter verwaltet wurde. Vital Cuinet vermerkte für den Kreis Erdek Ende des 19. Jahrhunderts 54.467 orthodoxe Griechen, 5418 Muslime, 706 gregorianische Armenier, 492 Juden und 196 Bewohner anderer ethnischer Zugehörigkeit. In Erdek selbst sollen damals neben 5655 Griechen nur 807 Türken gelebt haben, also 6462 Einwohner. Der Ort durchläuft aber einen Schrumpfungsprozess im 19. Jahrhundert, von dem er sich nur zögernd erholt. Im Jahr 1898 hat die Stadt bereits 15 Stadtteile und 7548 Einwohner. Ein Feuer von 1917 zerstörte die Stadt erneut. Die Genesungsphase wird wieder unterbrochen von den Ereignissen des türkischen Unabhängigkeitskampfes:
Damals benannten die Bewohner die überwiegend von Griechen bewohnte Stadt mit dem griechischen Name Pithos. Erdek verkörperte den Typ alter Städte mit hohem Anteil griechischstämmiger Bevölkerung, in denen es im Zusammenhang mit der Konsolidierung der türkischen Republik zu ethnischen Konflikten kam. Besonders die Küstenorte der Ägäis und des Marmarameeres hatten seit Anfang des 19. Jahrhunderts ein auffälliges Prosperieren unter dem Einfluss zugewanderter Griechen von der ägäischen Inselwelt und dem gegenüberliegenden griechischen Festland gezeigt. In den meisten dieser Städte waren die Griechen als Bevölkerungskomponente während der ersten Hälfte des 19. Jahrhunderts noch in der Minderheit gewesen. Wachsende griechische Handelsinteressen führten bald zu einer Umkehrung der Verhältnisse, so dass sich in den 1830er Jahren bereits ein Gleichgewicht zwischen Türken und Griechen eingestellt hatte und der wachsende griechische Bevölkerungsanteil nach 1830 die Türken sukzessiv aus der Altstadt und damit auch aus dem Handel zu verdrängen begann.

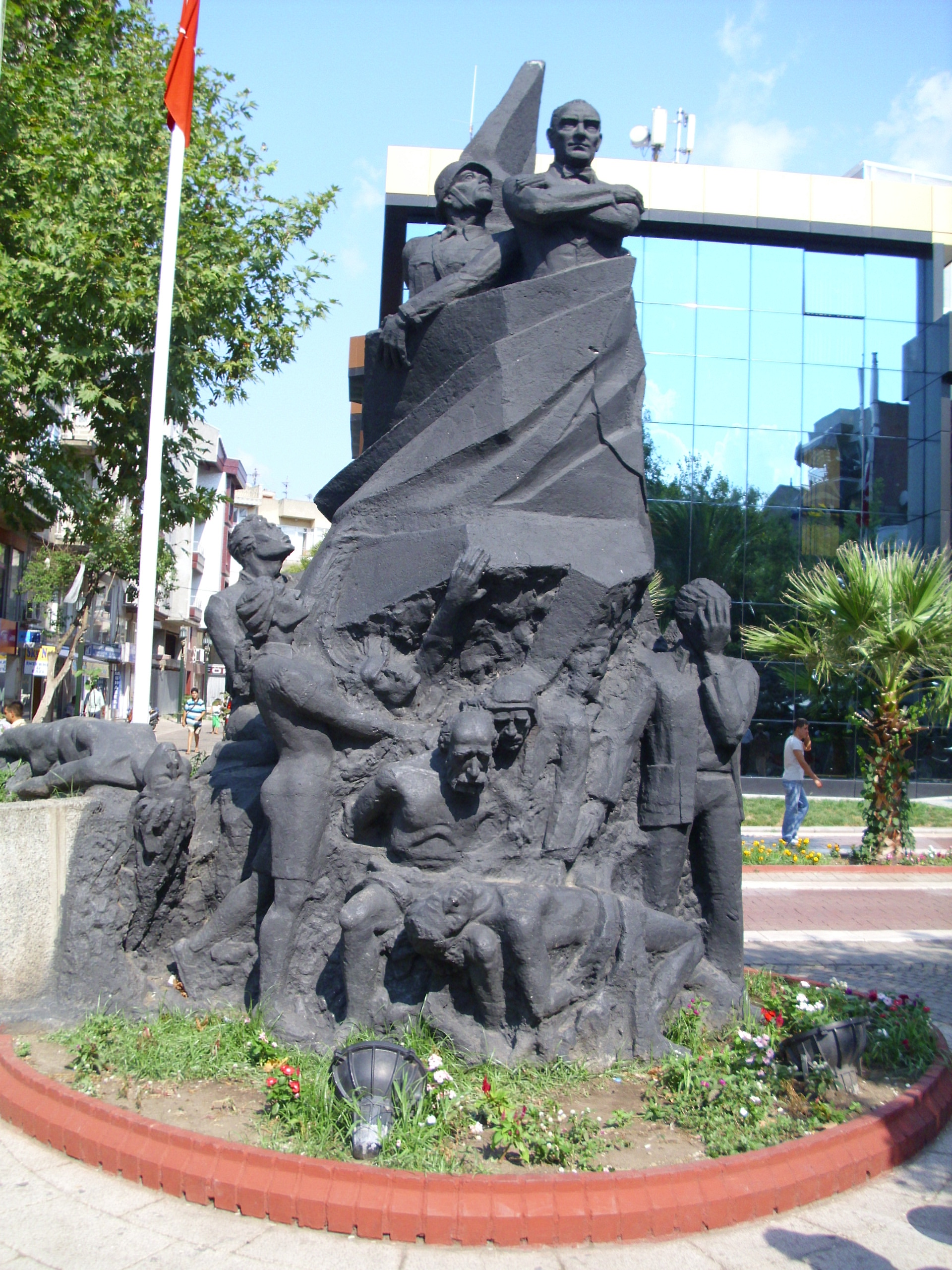
Stadtzentrum mit Atatürk-Denkmal

Nationalisierungstendenzen, die dadurch bei den Türken aufkamen, spitzten sich Anfang des 20. Jahrhunderts in ernsten Auseinandersetzungen zu und gipfelten zwischen Mai 1919 und Oktober 1923 im Unabhängigkeitskrieg der türkischen Nationalbewegung und in einem Bevölkerungsaustausch großen Stils. 1921 wird Erdek von der fast ausschließlich griechischen Bevölkerung fluchtartig verlassen. Der entvölkerte Ort wird gleichzeitig größtenteils niedergebrannt. Für die heutige neue Stadt ist dieser Termin, der Beginn der Ära Atatürks, somit gleichzusetzen mit der „Stunde null“. Für Städte mit hohem Anteil ethnischer Minderheiten bedeutete dieser Konflikt letztendlich einen spürbaren Niedergang des Handels, da man als Konsequenz zum Beispiel griechische Händler gegen türkische Zuzügler austauschte, die möglicherweise einer ganz anderen Berufsgruppe entstammten. Teile des Handels und des Handwerks fielen als wirtschaftliche Komponenten fast auf einen Schlag brach. Es sollte Jahrzehnte dauern, bis diese Lücke durch türkisches Unternehmertum wieder geschlossen werden konnte.

## Neubau nach dem Freiheitskrieg

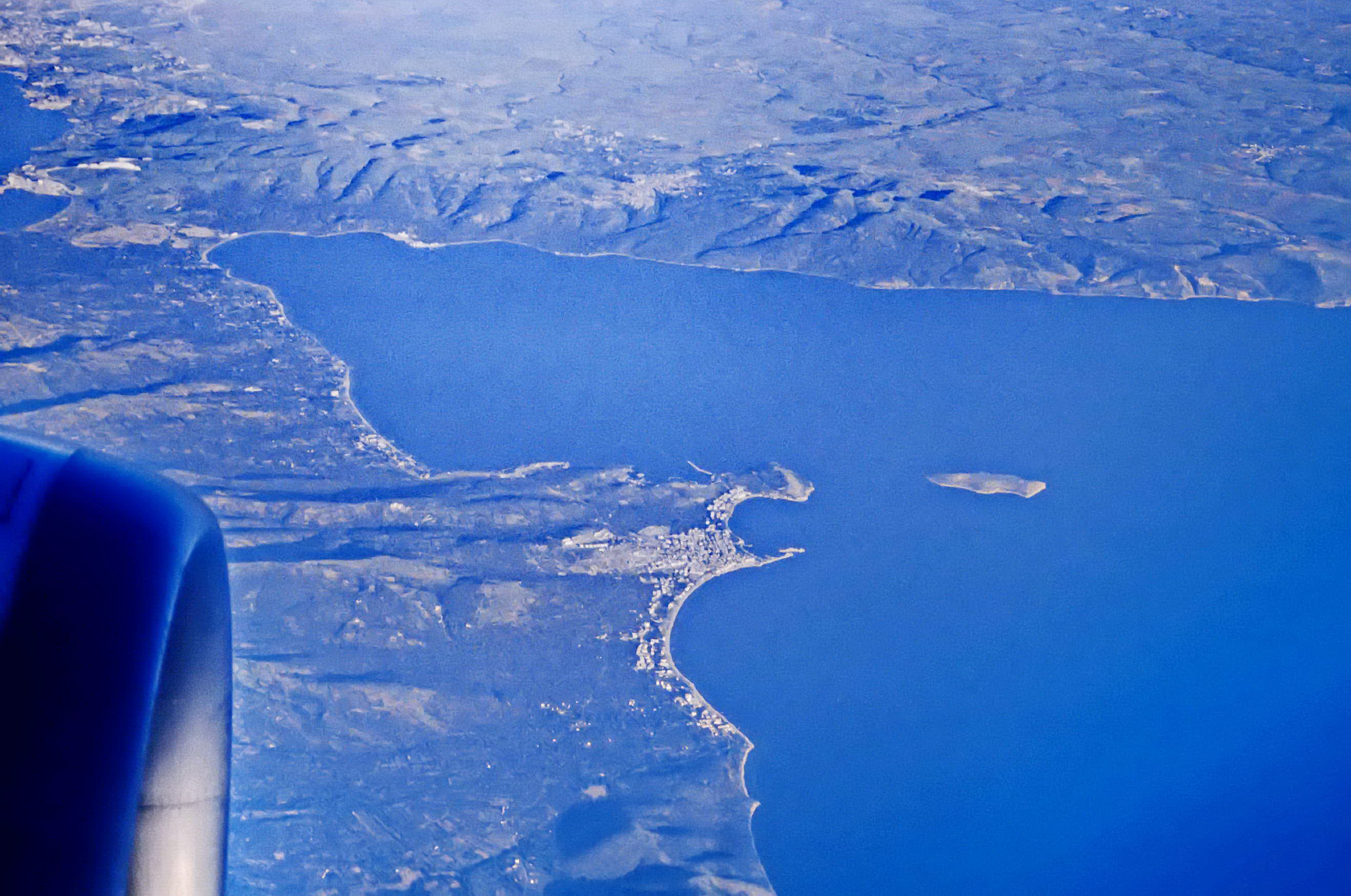
Die Flugaufnahme zeigt die Bucht von Erdek: Im Mittelgrund mit der vorgelagerten Insel Zeytinli Ada die Stadt Erdek, links oben die Ausläufer der Stadt Bandırma.

Wie sehr viele Klein- und Mittelstädte der Türkei verfügte auch Erdek damals über kein wirklich nennenswertes Industriepotential und musste sich im 20. Jahrhundert für seine wirtschaftliche und städtische Entfaltung auf das stützen, was das Umland an Möglichkeiten zur Verfügung stellte. Das war in erster Linie die Landwirtschaft und aus ihr heraus etwas regionaler Handel, der über die Befriedigung des Eigenbedarfs der Stadtbewohner selbst hinausging. Bereits im 18. Jahrhundert war es im Zuge „griechischer Aktivitäten“ im Kreis Erdek zu einer kräftigen Intensivierung der Weinkulturen (neben dem Olivenanbau) gekommen. Die darauf aufbauende Herstellung guter und beliebter Weine, Liköre und Kognaksorten festigte die wirtschaftliche Position der Stadt und machte den Ort weit über Istanbul hinaus bekannt. Aus seiner traditionellen Stellung als Zentrum einer Agrarregion stand Erdek damit bereits in den 1970er Jahren zusammen mit der Halbinsel Kapıdağ auf einem weiteren wirtschaftlichen Bein: 9 Olivenölfabriken, 4 große und 28 kleinere Konservenfabriken, je zwei Wein- und Eisherstellungsbetriebe verarbeiten die Erzeugnisse der Landwirtschaft und schaffen so neben dem angelaufenen saisonalen Tourismusgeschäft alternative Arbeitsplätze außerhalb der Landwirtschaft. Weiterhin aktivierte man den Fischfang, denn die ehemals ansässigen Griechen waren nicht nur Bauern und Händler gewesen, sondern zugleich auch Fischer und – anders als die Türken – seit langem mit dem Meer verbunden und vertraut. Die Folge davon war, dass sich unter ihnen der bislang vorwiegend landeinwärts orientierte Ort zur See hin zu öffnen begonnen hatte. Damals unter den griechischen Bewohnern hatte Erdek bereits zum ersten Mal jenen levantinisch geprägten Charakterzug griechischer Küstenorte angenommen, den die Stadt sich später wieder zu erwerben bemühte.

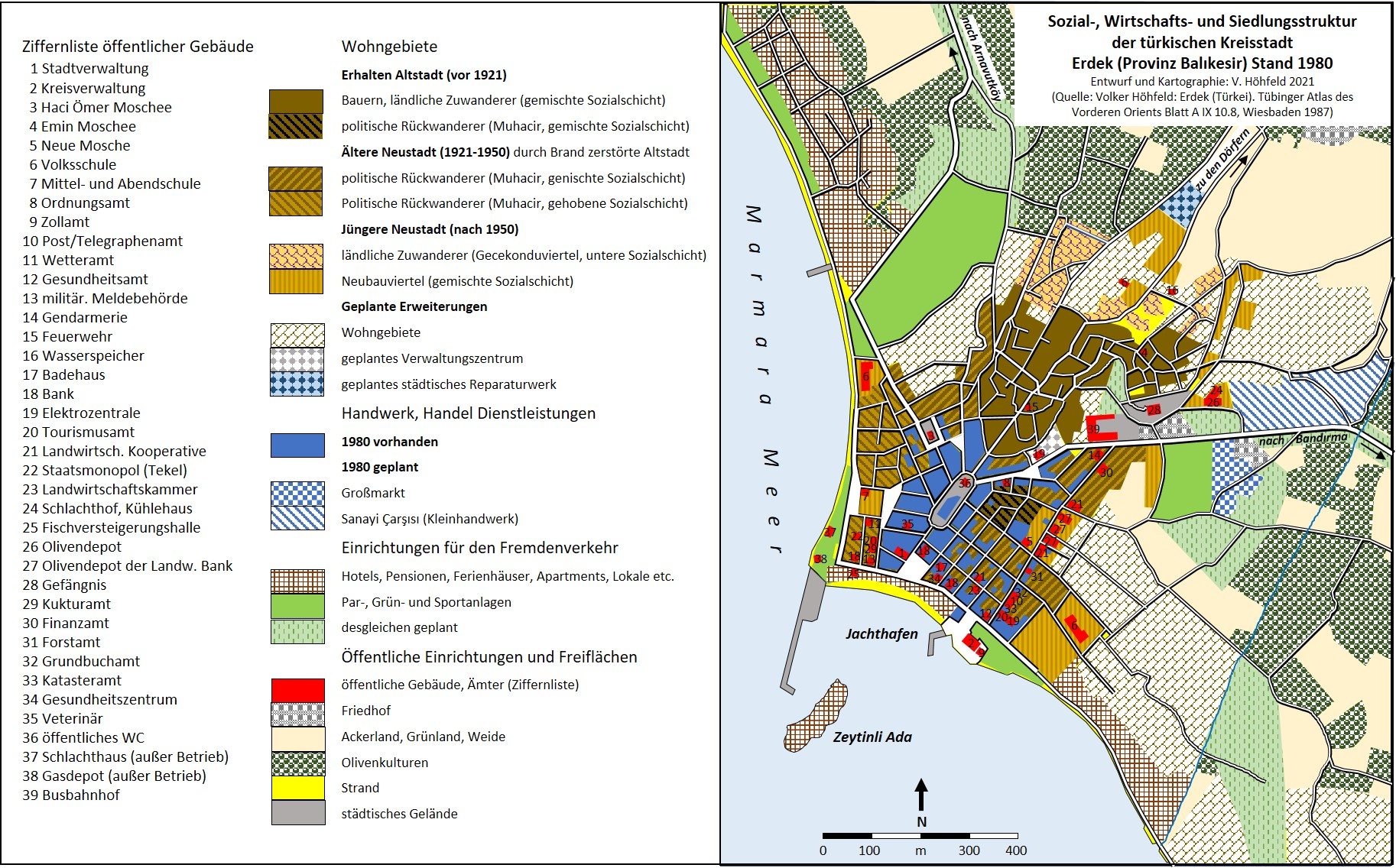
Die Karte zeigt die historisch genetische, soziale und wirtschaftliche Siedlungsstruktur der Stadt Erdek zu Anfang der 1980er Jahre.

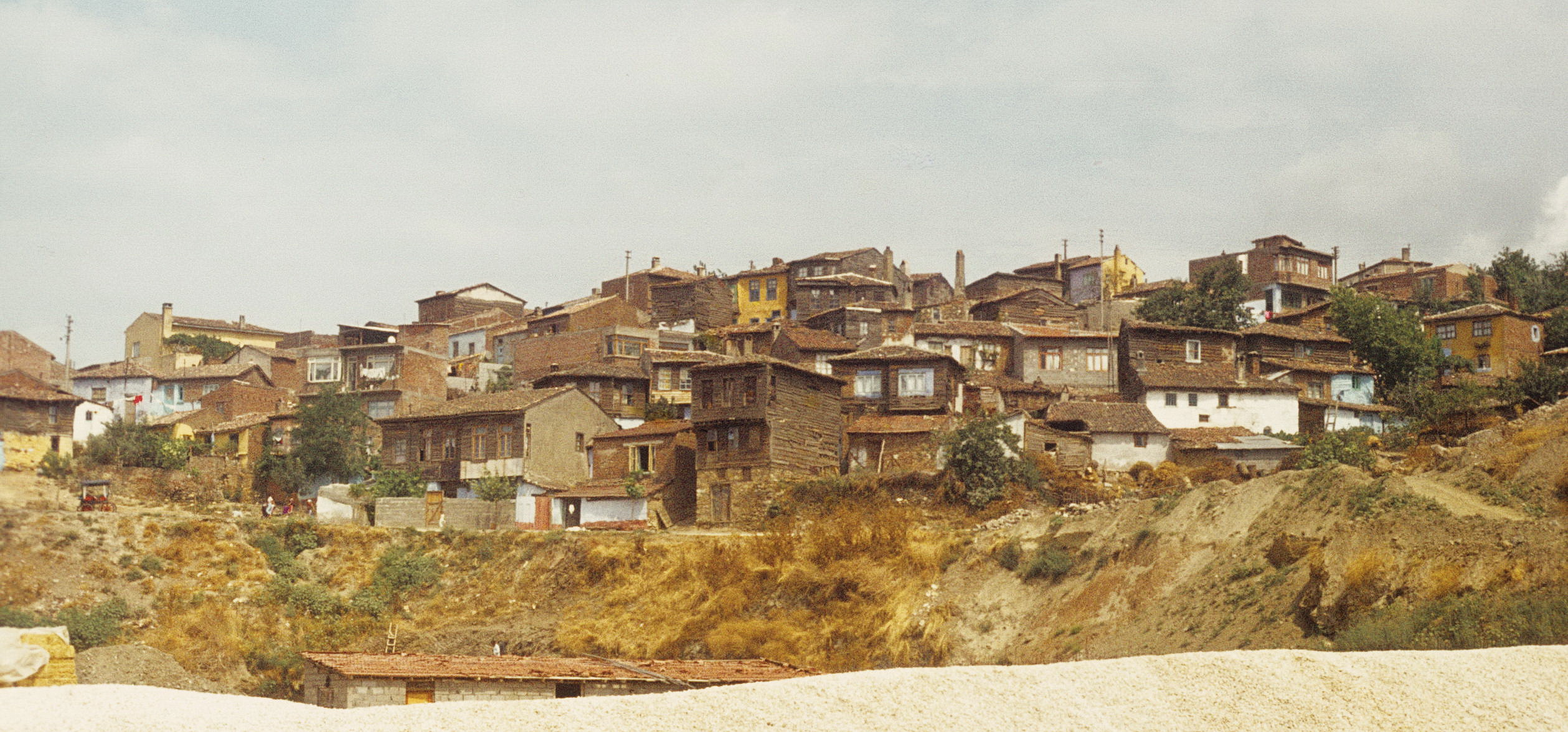
Vom Brand verschonte restliche Altstadthäuser in Erdek 1973.

Die Aufwärtsentwicklung Erdeks aus einem völligen Neuanfang zu einem der bedeutendsten türkischen Seebäder für Einheimische vollzog sich seit 1921 in drei Ausbauphasen, die sich noch heute an der Struktur der Stadt deutlich ablesen lassen. Aus der Brandkatastrophe von 1921 gingen zwei getrennte Ortsteile – ein größerer im Nordosten und ein kleinerer östlich des heutigen zentralen Marktplatzes – nahezu unversehrt hervor. In den etwa 700 Häusern dieser noch erhaltenen Altstadt wurden bereits bis 1922 insgesamt 2800 Personen angesiedelt: Türkische Bauern aus dem Umland, politische Flüchtlinge aus Griechenland und tscherkessische Muhacir, die bereits seit dem 19. Jahrhundert in einem Vorort der Stadt ansässig gewesen waren. Diese Stadtteile sind gekennzeichnet durch ein zumeist unregelmäßiges Straßennetz und durch alten Baubestand (nordanatolische Holzfachwerk-Bauten). Dieser älteste Wohnkern der Stadt beherbergt aufgrund unterschiedlicher Zusiedler verschiedene Sozialschichten aus der Landwirtschaft – jedenfalls keine Händler oder Handwerker. Große Teile des Handels und des Handwerks, die zuvor in griechischen Händen gelegen hatten, waren als wirtschaftliche Komponente weitgehend brachgefallen und konnten erst durch Ansiedlung zusätzlicher agrarfremder Gewerbezweige ersetzt werden. Dies war faktisch erst der Fall, als die zweite Siedlerwelle – ebenfalls meist politische Rückwanderer, aber aus unterschiedlichen Sozialschichten – in der Stadt Fuß fassen konnte.

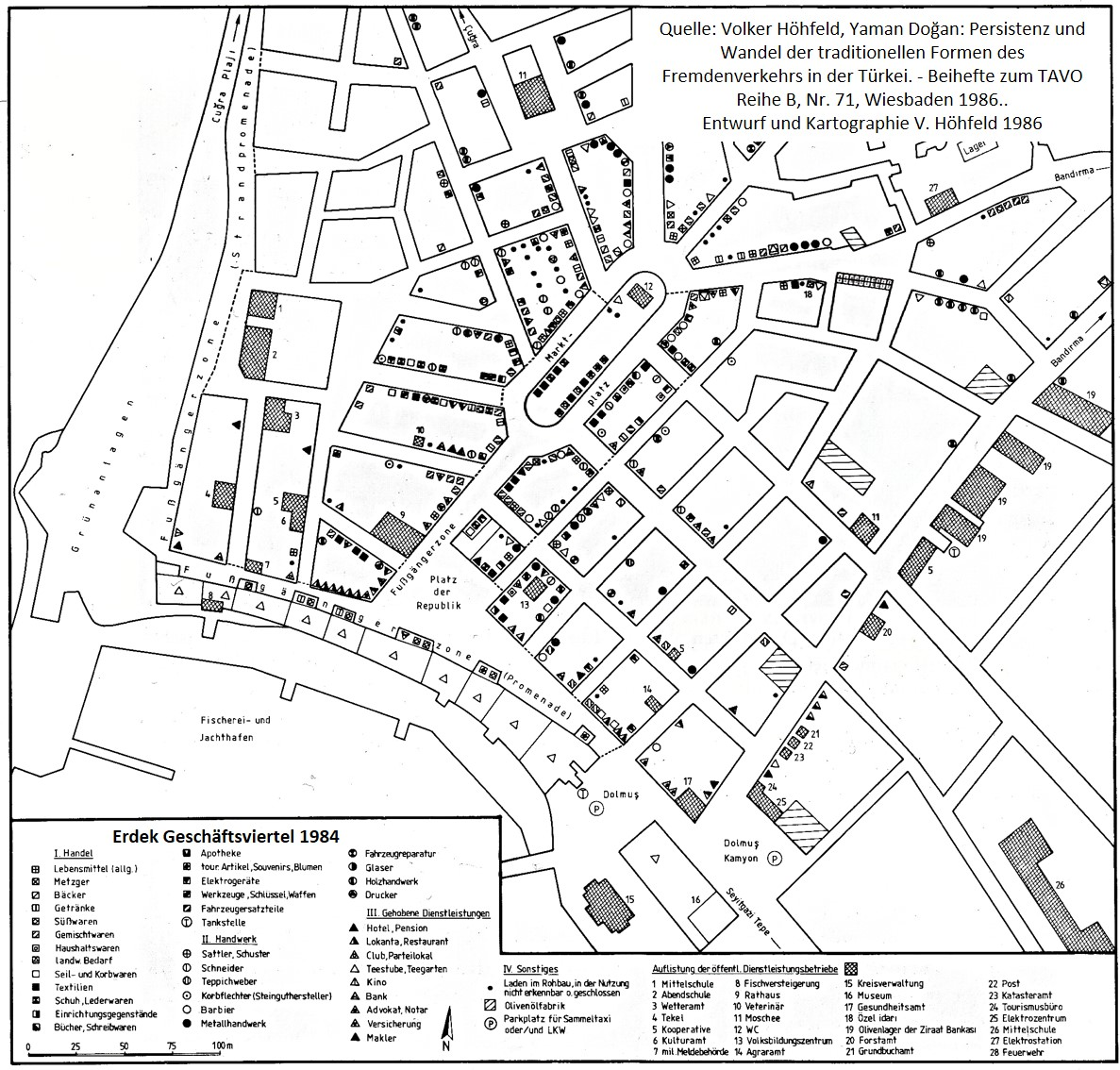
Die Karte zeigt den detaillierten Ausschnitt des Stadtzentrums von Erdek Mitte der 1980er Jahre. In dieser neu gestalteten Innenstadt hatte sich ein recht ausgedehntes Verwaltungs- und Geschäftsviertel herausbilden können, dessen Plananlage mit rechtwinkeligen und parallelen Straßenzügen den größten Teil des zentralen Stadtgebietes einnimmt.

Damals, etwa in der Zeit bis 1950, erhielt die heutige Kernstadt Erdeks ihr Grundgefüge. Alle späteren Umbauten in diesem Ortsbereich dienten der Renovierung oder Modernisierung. Diese ältere Neustadt auf den Flächen der niedergebrannten Altstadt wird heute in mehreren Vierteln ebenfalls von Angehörigen unterschiedlicher Sozialschichten bewohnt. Auch diese rekrutierten sich damals hauptsächlich aus Familien politischer Rückwanderer – wiederum aus dem Balkan: In den Wohngebieten nordwestlich der zentralen Stadtachse (Marktplatz) siedelt bis in die Gegenwart ein buntes Gemisch sozialer Gruppen vom Bauern bis zum Beamten. In das Verwaltungs- und Geschäftsviertel im Südosten, Nordosten und Nordwesten zogen dagegen überwiegend Angehörige der Ober- und gehobenen Mittelschicht: Beamte, Angestellte und reichere Kaufleute. In der Zwischenzeit hatte sich im Zentrum auch ein recht ausgedehntes Geschäftsviertel herausbilden können. Diese jüngeren Ortsteile mit durchweg Anzeichen einer Plananlage mit rechtwinkeligen und parallelen Straßenzügen nehmen den größten Teil des zentralen Stadtgebietes ein.

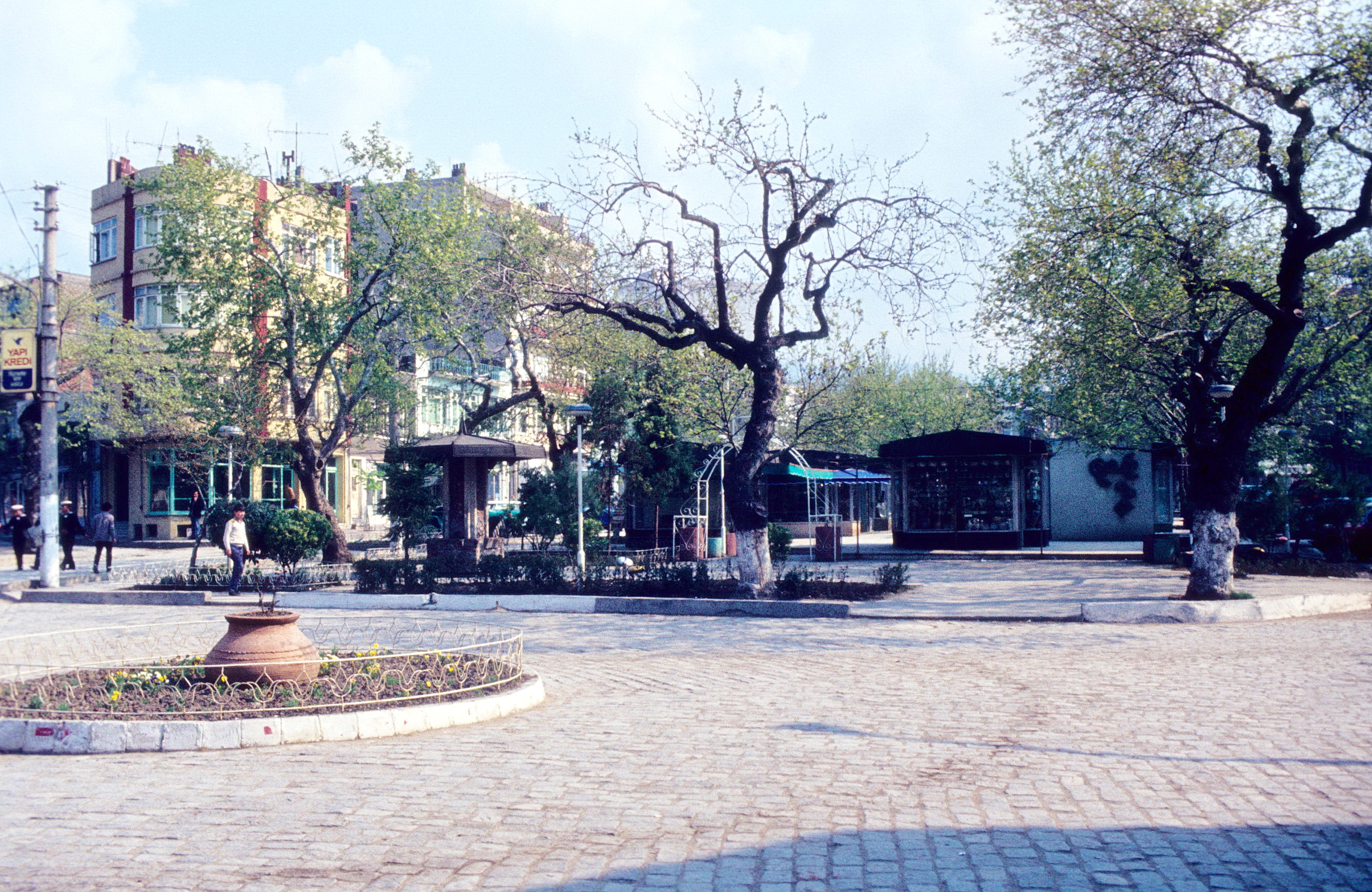
Blick auf den zentralen Platz (Atatürk Meydanı) im Herzen der Erdeker Neustadt 1984.

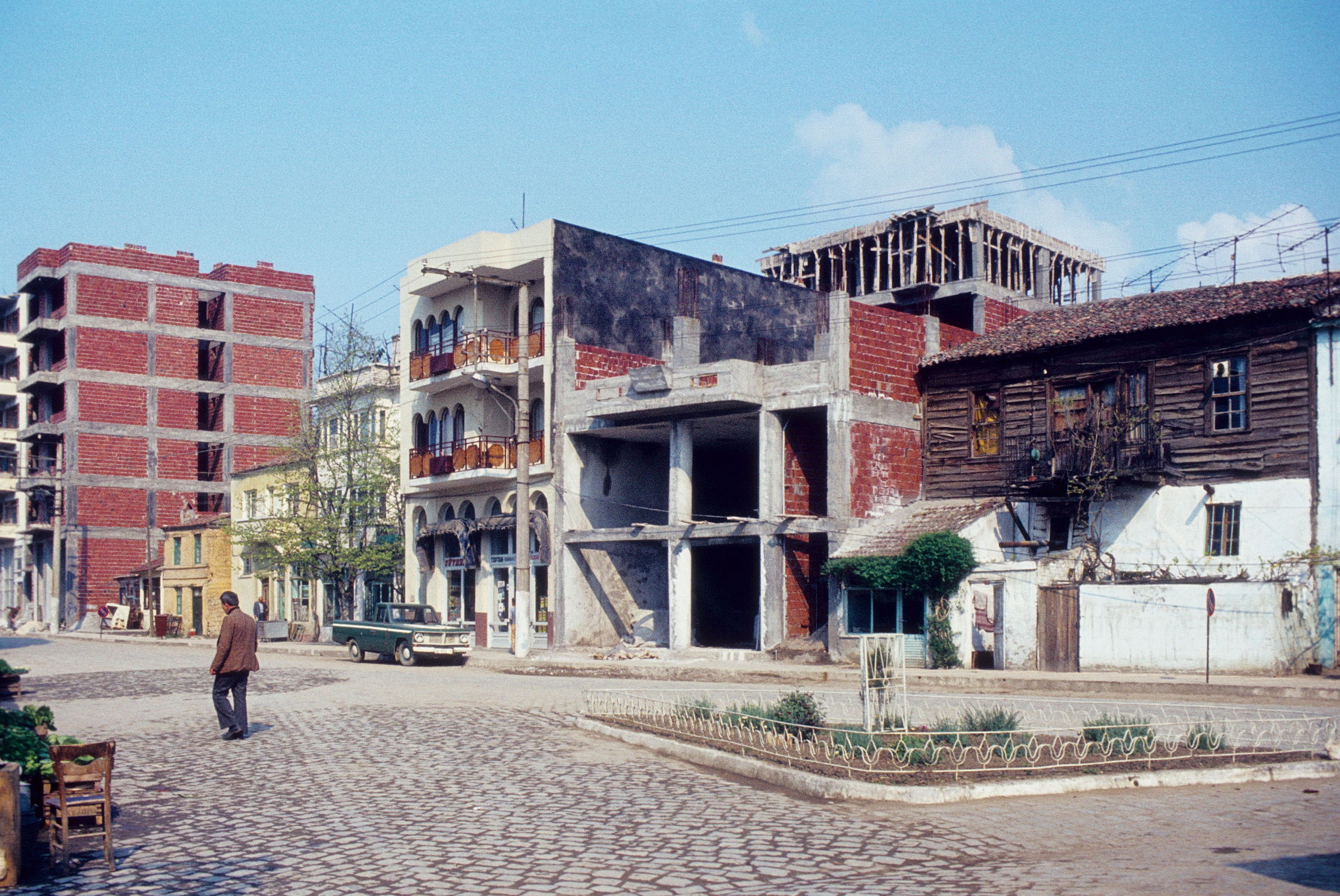
Moderne Bauten entstanden Mitte der 1980er Jahre neben den Resten alten Baubestandes im Zentrum von Erdek.

Mit der Herausbildung einer jüngeren Neustadt nach 1950 vollzog sich bevölkerungs- und ausdehnungsmäßig sowie wirtschaftlich der markanteste Aufschwung der Stadt nach 1958, als auf staatliche Initiative hin erste einheimische Touristen nach Erdek gekommen waren und sich die Stadt bis zur Gegenwart in einem auffälligen Ausmaß entwickelte. Dabei entstanden drei unterscheidbare Viertelstypen, die sich durch z. T. differierende Funktionen, Aussehen und Sozialwerte auszeichnen. So stehen zum einen gehobene Wohnvierteln zugezogener, aufgeschlossener und fortschrittlicher, z. T. auch wohlhabender Städter in bevorzugter Stadtrandlage den vergleichsweise bescheidenen Anwesen ländlicher Zuwanderer gegenüber, die sich damals in der jüngeren Vergangenheit im Nordosten der Stadt in sogenannten „Gecekondu-Vierteln“ ansiedelten. In diesem Zusammenhang wurden zugleich Flächen für öffentliche Gebäude und moderne private Dienstleistungsbetriebe ausgewiesen. Die Gecekondu-Viertel sind heute weitgehend modern überbaut. Zum anderen wurden auf einer Länge von ca. 15 km an den Küstenstreifen westlich und östlich der Stadt in großer Vielzahl Tourismusanlagen buchstäblich „aus dem Boden gestampft“.

### Jüngste Verwaltungsgeschichte
Die Großstadtgemeinde (Balıkesir Büyükşehir Belediyesi) wurde aus dem alten Stadtgebiet und angrenzenden Gemeinden gebildet. Sukzessive wurde durch Gründung und Auflösung von Gemeinden und Überführungen von Dorf- (Köy) Organisationen in Mahalle-Organisationen eine Einräumigkeit von Kommunalverwaltung (durch die Belediye) und staatlicher Verwaltung (durch das İlçe) hergestellt, so dass sich im Ergebnis das Gebiet der Einzelgemeinden mit dem jeweils gleichnamigen staatlichen Verwaltungsbezirk deckt.
Nach der Verwaltungsreform 2013 umfasst das Gebiet der Großstadtgemeinde die gesamte Provinz. Die kommunalen Selbstverwaltungsorgane auf Provinzebene (İl Meclisi) wurden aufgelöst und ihre Zuständigkeiten auf die Verwaltung der Großstadtgemeinde übertragen. Die Provinz wurde damit zu einem rein staatlichen Verwaltungsbezirk.
Vor dieser Reform umfasste der (alte) Kreis neben der Kreisstadt (mit 6 Mahalle) noch zwei weitere Belediye mit jeweils einer Mahalle: Karşıyaka und Ocaklar. Des Weiteren gehörten bis Ende 2012 noch 20 Dörfer zu diesem Kreis (im zentralen Bucak bzw. Merkez Bucağı). Die Einwohnerzahl betrug zu diesem Zeitpunkt 7.947.

## Jüngere Bevölkerungsentwicklung

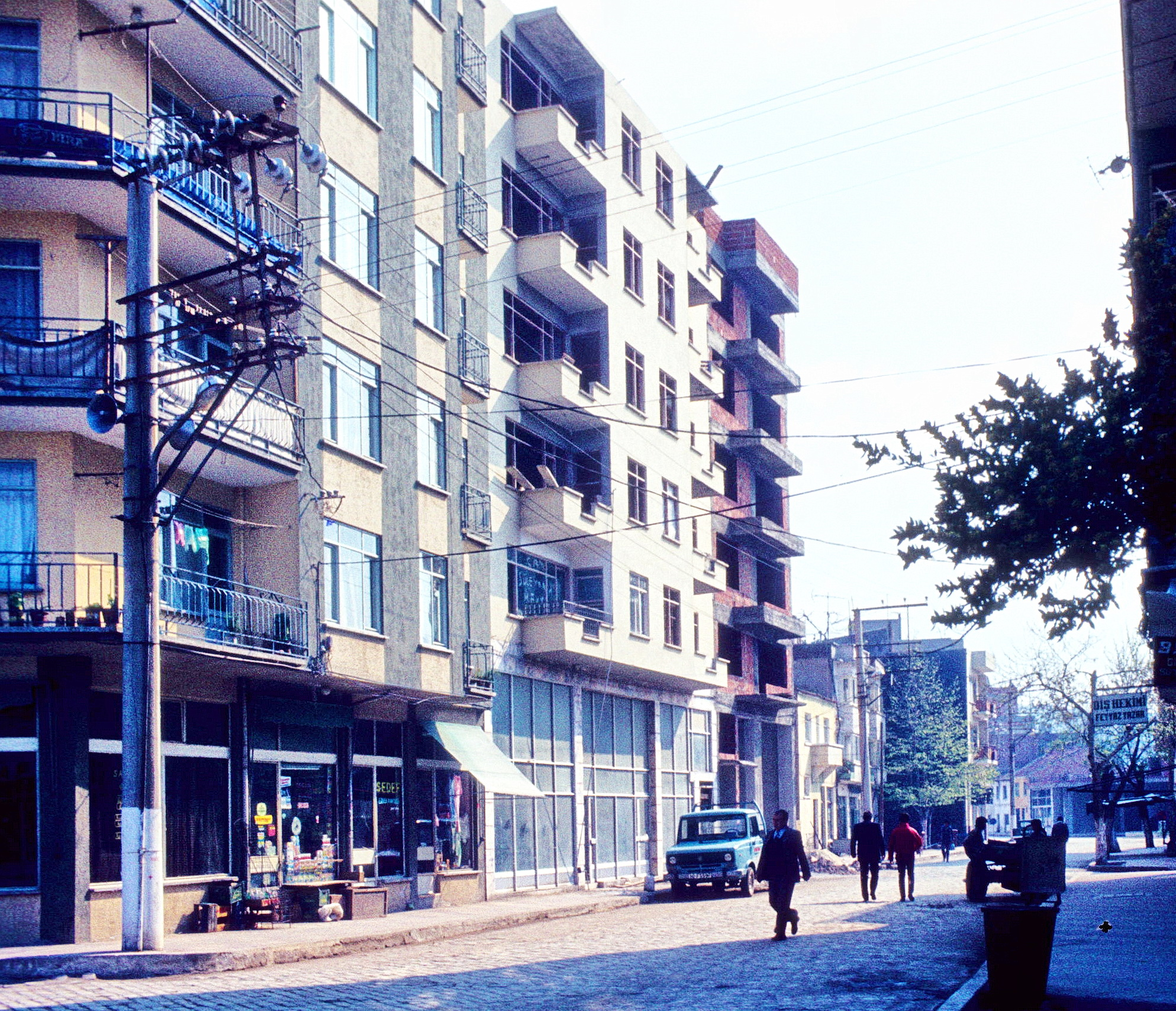
Bereits Mitte der 1980er Jahre waren in Erdek ganze Straßenzüge mit modernen Apartmenthäusern entstanden.

Erdek, das 1922 nach der Migration von ungefähr 90 % der Bevölkerung zu einem kleinen und weitgehend verlassenen Dorf geworden war und als solches noch 1926 im Kreis Bandırma geführt wurde, erhielt bereits mit der folgenden Umstrukturierung und der Ankunft von Muhacır türkischer Herkunft aus dem Balkan und Kreta 1928 den Status eines Kreiszentrums in der Provinz Balıkesir neben Bandırma. 1955 hatte Erdek nur 6184 Einwohner, was sich bis 1960 nur wenig veränderte (6849 Ew.). Nach leichtem Wachstum bis 1970 (8.541 Ew.) stieg die Zahl der Bewohner ab 1980 (10.114 Ew.) dann rasch auf 18.626 (2000) und bis 2015 auf 23.303 Personen. Für die nächsten 15 Jahre, also bis 2030, wird ein Bevölkerungswachstum auf über 33.000 Einwohner prognostiziert.
Der bis zur Verwaltungsreform 2013 bestehende Kreis hatte am Jahresende 2012 32.958 Einwohner, die sich wie folgt verteilten: die Kreisstadt Erdek 21.042 Einwohner, die beiden Belediye Karşıyaka (2.414) und Ocaklar (1.555), der Rest gelangt auf 20 Dörfer, von denen Çakıl (1.388) und Yukarıyapıcı (1.057 Einw.) die größten waren.
Alle Dörfer und die beiden Belediye wurden während der Verwaltungsreform in Mahalles, also Stadtviertel umgewandelt. Yalı (7.686), Atatürk (3.943), Alaettin (2.863), Zeytinli (2.319), Karşıyaka (2.141) und Halitpaşa (2.134) waren Ende 2022 die größten der 28 Mahalles.

## Wirtschaftsstruktur
In Abhängigkeit von der Veränderung der Sozialstruktur mit wachsender Bewohnerzahl änderte sich auch die Wirtschaftsstruktur der Kreisstadt Erdek. Da Oliven- und Weinbau seit jeher das traditionelle Beschäftigungsgebiet in der Region waren, führten die aufgrund der geografischen Struktur begrenzten Transportmöglichkeiten zunächst dazu, dass die Wirtschaft auf einem weitgehend autarken Niveau blieb, insbesondere in den Dörfern der Halbinsel Kapıdağ, aber auch auf den vorgelagerten Inseln. Deshalb basierte die Wirtschaft des Bezirks bis in die 1960er Jahre weitgehend auf dem Landbau- und Viehbereich, bis der Tourismussektor an Fahrt gewann. Auch der Dienstleistungssektor im Bildungs-, Gesundheits- und Verwaltungssektor sowie im Handel rekrutierte sich zunächst aus Mitarbeitern, die nur für die Belange der lokalen Bevölkerung qualifiziert waren. Der Industriesektor war auf Kleinhandwerk beschränkt.
In Landwirtschaft und Viehzucht blieben Olivenanbau, Weinbau und Fischerei zwar weiterhin immer noch wichtige Einnahmequellen, aber nach den 1960er Jahren begann mit der Entwicklung des Tourismussektors auch die Veränderung der Wirtschaftsstruktur. Zusammen mit dem Tourismus rückten auch entsprechende Dienstleistungssparten mit höheren Ansprüchen in den Vordergrund, während Ackerbau und Viehhaltung nach und nach ihre frühere Bedeutung verloren. Im Kreis ist derzeit nur etwa ein Drittel der Kreisfläche landwirtschaftlich genutzt. Heute basiert die Wirtschaft im Kreis Erdek weitestgehend auf dem Tourismus und auf einem handelsorientierten Dienstleistungsgewerbe, während Agrarwirtschaft und Viehhaltung deutlich nachgeordnet sind. Der Industriesektor ist zwar weiterhin aktiv, wird aber eher durch kleine Handwerksbetriebe repräsentiert, in denen der tägliche Bedarf gedeckt wird.
Mit 10,2 % ist die Arbeitslosenquote im Kreis Erdek trotz des boomenden Tourismus recht hoch. 38,6 % der arbeitsfähigen Bevölkerung sind teilzeitbeschäftigt und nur 34,6 % gehen einer geregelten Arbeit nach. Von den Arbeitskräften der sieben beruflichen Gruppierungen innerhalb des Landkreises waren im Jahr 2000 immer noch mehr als die Hälfte (54,7 %) in der Landwirtschaft, Tierhaltung, Forstwirtschaft, Fischerei und Jagd beschäftigt, weitere 23,2 % arbeiteten in der nicht-landwirtschaftlichen Produktion (Handwerk; Kleinindustrie) und 7,2 % in Dienstleistungsunternehmen, während Handels- und Verkaufspersonal mittlerweile einen Anteil von 5,5 % erreichten. Nicht wenige Arbeitnehmer, die sich teilweise nicht einmal aus Erdek selbst rekrutierten, gingen saisonaler Beschäftigung im Tourismusbereich nach.

## Erdek als Seebad und Sommerfrische

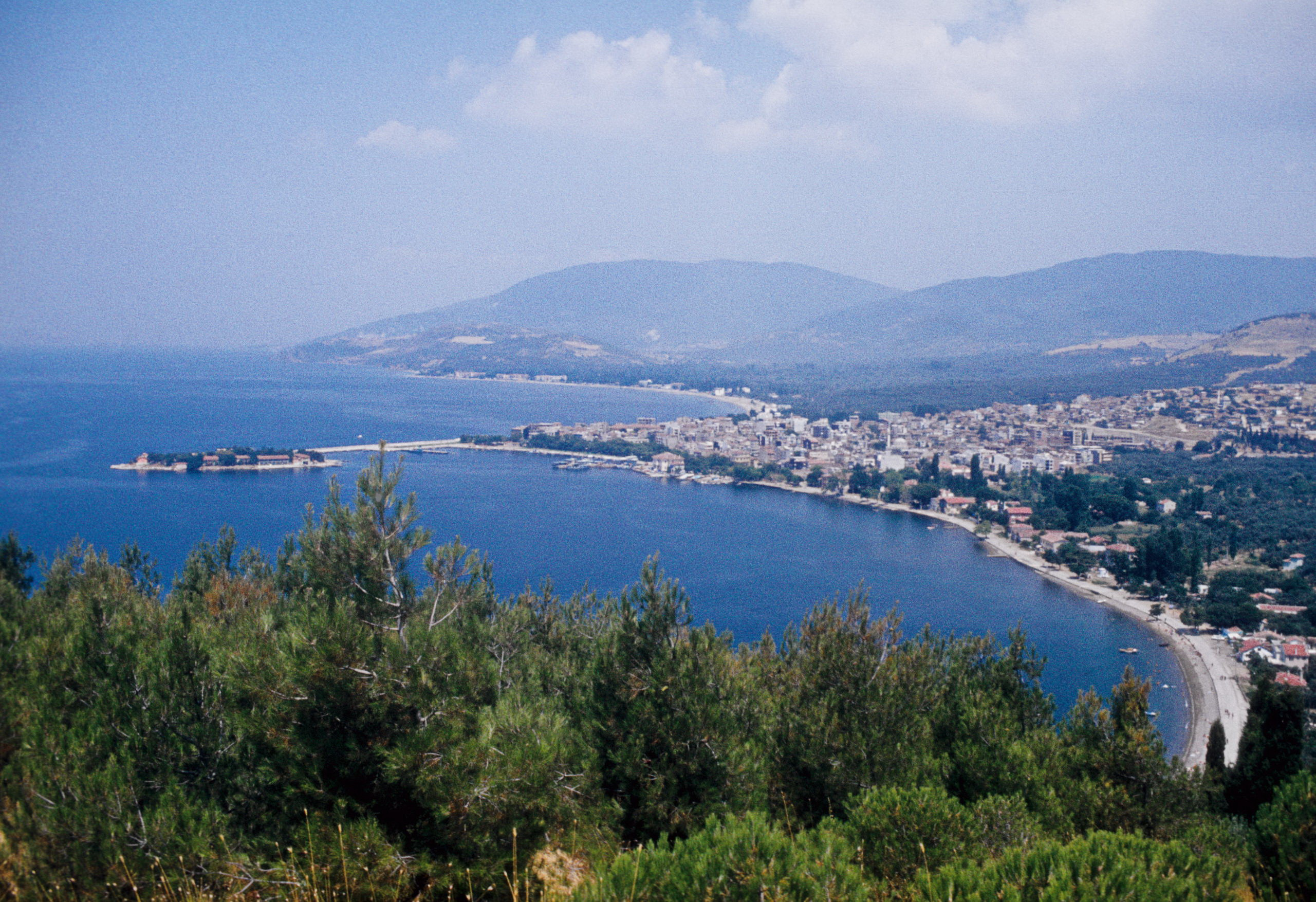
Blick vom Seyitgazi Tepe nach Westen auf Bucht und Stadt Erdek; im Hintergrund die Berge der Halbinsel Kapıdağ.

Als 1957 vom Staat auf der vorgelagerten Zeytinli Ada die ersten Anlagen für den Fremdenverkehr erstellt worden waren, war kaum abzusehen gewesen, dass bereits ein Jahr später etwa 5000 Feriengäste dort verzeichnet werden konnten. Das starke Engagement des Bürgermeisters der Stadt mit der touristischen Erschließung und Modernisierung Erdeks brachte wohl den entscheidenden Anstoß für ein Ortswachstum, das die Einwohnerzahl in nur 30 Jahren (1950–1980) auf das Doppelte hochschnellen ließ (1950: 5704; 1981: 11250 Einwohner). In vergleichbaren Dimensionen entwickelte sich auch das Beherbergungswesen: zwischen 1960 und 1976 zum Beispiel von 3500 auf 15500 Betten. 2004 verzeichnete Erdek (offiziell) etwa 35000 touristische Besucher im Jahr. Davon kamen nur 475 aus dem Ausland. Das zeigt die hohe Bedeutung Erdeks als Ziel des Binnentourismus.

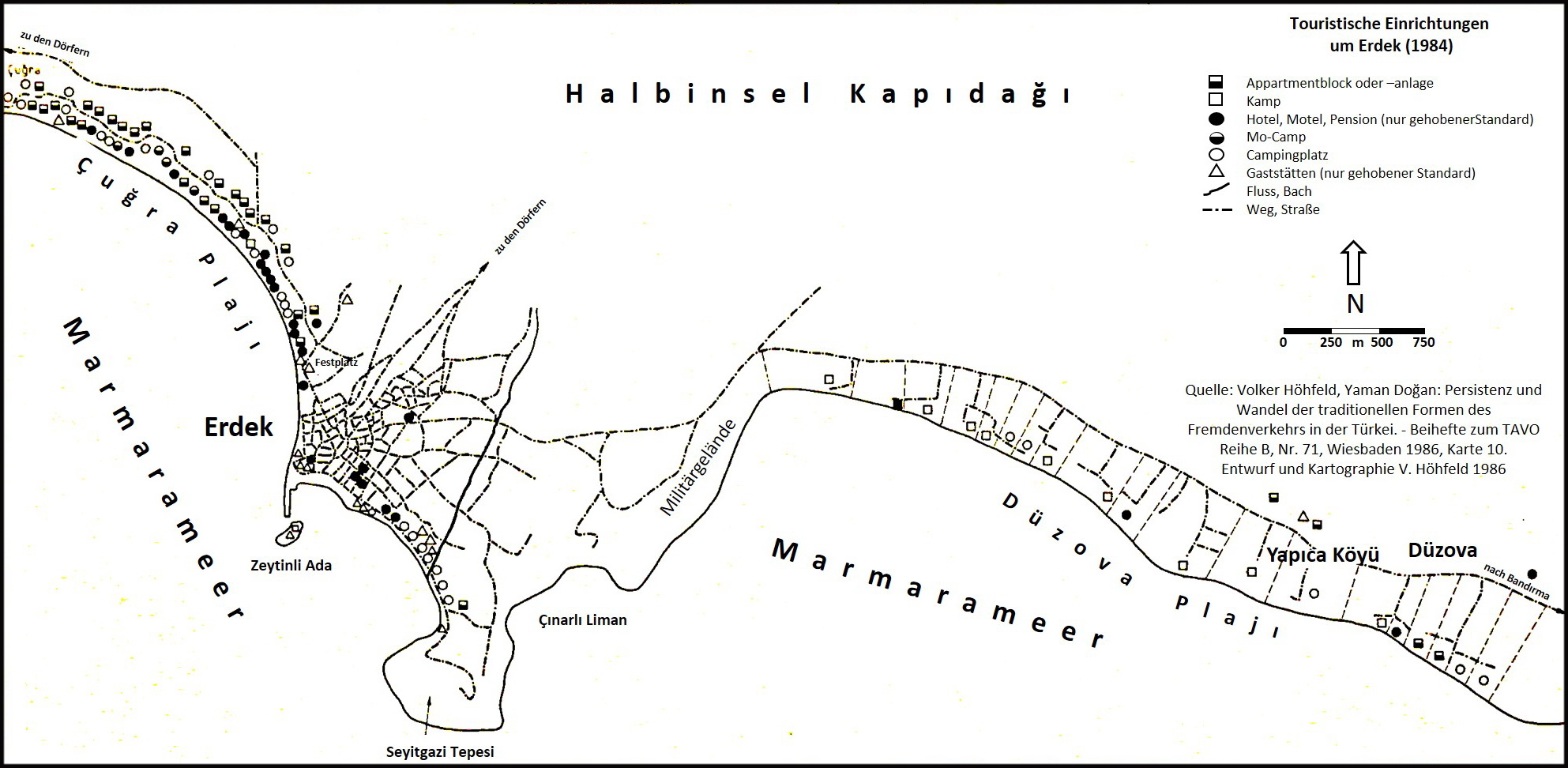
Die Karte zeigt die seit 1960 entstandenen touristischen Einrichtungen um die Stadt Erdek im Jahr 1984.

Obwohl der Ort in den 1980er Jahren bereits über eine beachtliche Anzahl von Beherbergungsbetrieben, Appartementhäusern, Ferienhäusern, Erholungscamps und Zeltplätzen verfügte, lag das Entwicklungs-Schwergewicht weiterhin auf dem Ausbau Erdeks zum Haupt-Touristenzentrum für Einheimische am südlichen Marmarameer. Die intensive Mund-zu-Mund-Propaganda für den neuen Badeort in den gehobenen Kreisen der türkischen Hauptstadt hatte den entscheidenden Impuls gegeben: Ein Phänomen aber hatte sich im Gefolge des Fremdenverkehrs in Erdek bis in die Mitte der 1980er Jahre noch nicht in dem Maße eingestellt: Eine Vielzahl von Geschäften mit Souvenirs und anderen üblichen Touristenartikeln, wie man es von anderen Küstenurlaubsorten wie Bodrum, Marmaris, Alanya, Antalya oder gar Kuşadası inzwischen als typisch kennt, gab es damals noch nicht, da ausländische Besucher eher marginal eintrafen.
Die Küsten des Marmarameeres zählen mit zu den Gebieten der Türkei, in denen sich, ausgehend von İstanbul und seiner unmittelbaren Umgebung, Aktivitäten eines einheimischen Badetourismus bereits sehr früh regten und sich rasch auf die nahegelegenen Uferpartien am Bosporus, des Schwarzen Meer, im Golf von İzmit und auf die Prinzeninseln sowie die westlichen Gestade des türkischen Thrakien ausstrahlten. Die Industriestädte Istanbul, İzmit und Bursa bargen reichlich Bedarfspotential nach Freizeit- und Urlaubszielen in dem Nahraum, in dem auch Erdek liegt. So gehörte auch Erdek zu den früh für den Tourismus erschlossenen Orten im Bannkreis des städtischen Ballungsraumes im türkischen Nordwesten und bildete eine der Keimzellen des binnenländischen Massentourismus, nach dessen Vorbild sich diese Art des Fremdenverkehrs auf andere heute bedeutende Seebäder für Einheimische ausbreitete: nach Edremit und Burhaniye, nach Dikili und Ayvalık. Allerdings kam der Anstoß zur „touristischen Karriere“ Erdeks gar nicht aus der Region selbst, sondern aus Ankara. 70 % der Gäste kommen aus der Hauptstadt. Zweimal täglich kann man per Bus von dort das 500 km entfernte Erdek erreichen, ohne umsteigen zu müssen.

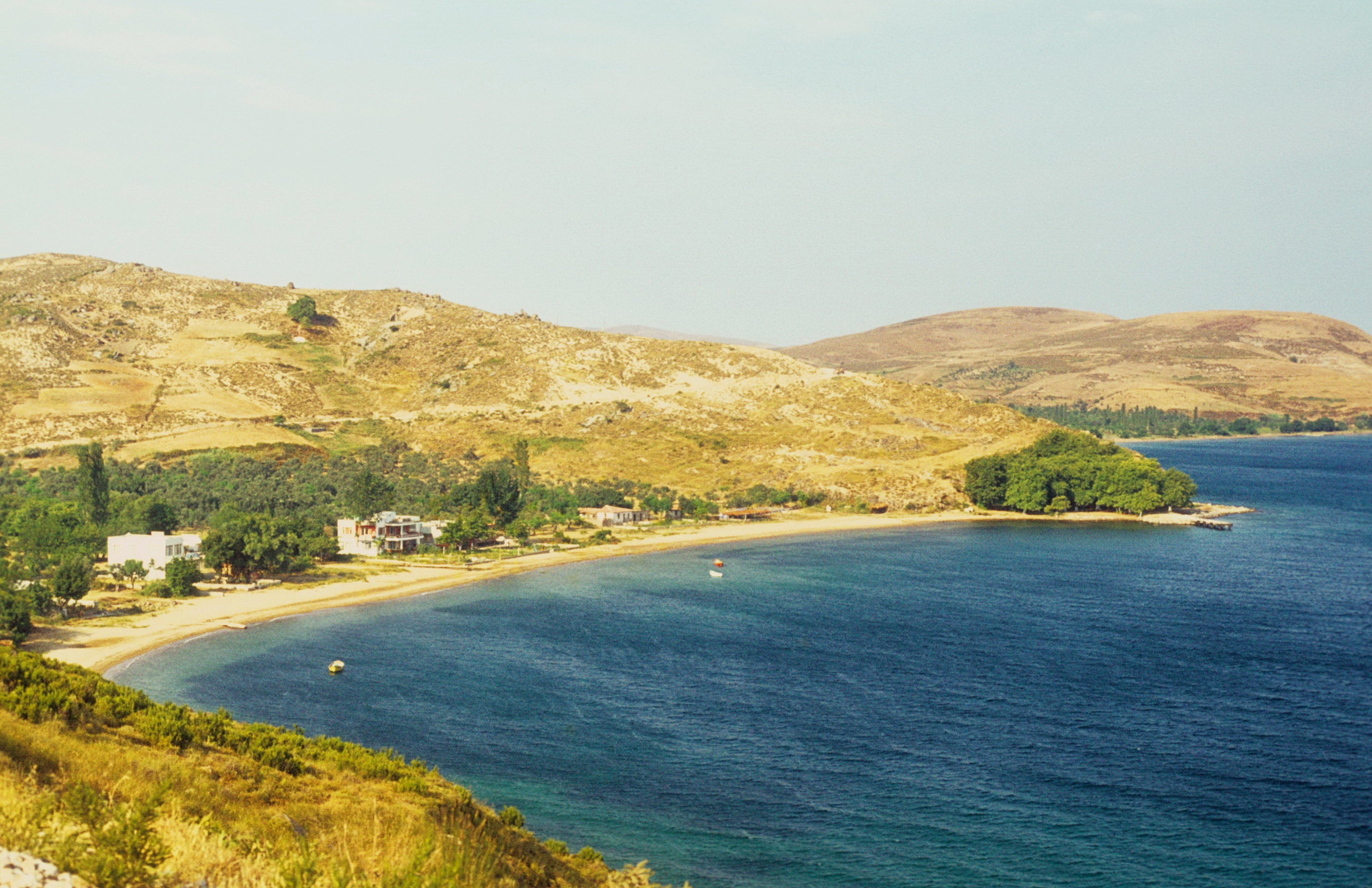
Erste kleinere Hotelbauten bei Erdek an der kleinen Strandbucht von Tatlısu

Der Grundstein zur Entwicklung eines Küstentourismus in Erdek wurde während der zweiten Hälfte der 1950er Jahre auf der vorgelagerten Insel Zeytinli gelegt, als die staatliche Sportbehörde 1957 dort ein Erholungskamp einrichtete, in dem Angestellte und Beamte dieser Organisation verbilligten Sommerurlaub verbringen konnten. Verstärkt wurde der Entwicklungsanstoß von Seiten mehrerer Minister und Abgeordneter aus Ankara, die dort in den Sommerferien waren, worüber in sämtlichen Massenmedien berichtet wurde. In den folgenden Jahren richteten Zuckerbank (Şeker Bankası) und Behörden, halbstaatliche Organisationen und größere Wirtschaftsunternehmen sowie einheimische und auswärtige Privatleute weitere Kamps ein, die zunächst aus anspruchslosen Unterkünften, wie Zelten oder schlichten Bungalows, bestanden, später aber sukzessive durch massive mehrstöckige hotelartige Unterkünfte ersetzt wurden. Da die Nachfragen nach Fremdenbetten dank der Presseberichte und Rundfunksendungen die (wenigen) damals vorhandenen Kapazitäten überstiegen, stießen bald clevere Einwohner der Stadt in diese Lücke, indem sie ihre Wohnhäuser zu privaten Fremdunterkünften ausbauten oder während der Saison ihre Wohnungen bzw. Wohnhäuser an Urlauber vermieteten und selbst vorübergehend zu Verwandten in der Stadt oder in umliegenden Dörfern zogen.
Der steigende Bedarf an Unterkünften für die Feriengäste veranlasste kapitalkräftige Geldgeber dazu, in Erdek immer mehr in Hotels, Motels, Kamps, Restaurants, Campingplätze, Sommerhäuser und in andere Einrichtungen für den Fremdenverkehr zu investieren. In den ersten 20 Jahren bis 1976 konnten die Kapazitäten von nahezu null auf über 15.000 Betten ausgebaut werden. Das staatliche Hotelverzeichnis des Ministeriums für Fremdenverkehr der Türkei von 1976 weist für Erdek allerdings nur ca. 600 Gästebetten aus. Hierbei handelt es sich nur um Unterkünfte gehobener Qualität, die über eine staatliche Genehmigung verfügen. Die tatsächlich vorhandene Bettenzahl lag und liegt um ein Vielfaches höher, da Besitzer von Sommerhäusern häufig Verwandte und Bekannte zusätzlich zur eigenen Familie während der Ferien in ihren Häusern aufnehmen und so in Spitzenferienzeiten die Kapazitäten der Sommerhäuser in Erdek leicht auf 5000–6000 Schlafgelegenheiten erhöhen.

## Physisch-geographische Voraussetzungen
Aus der Sicht eines europäischen Bade- und Kulturtouristen liegt Erdek deutlich weniger günstig als Agäisziele oder gar solche am Mittelmeer. Historische Stätten und kulturelle Objekte, die jenen an der Süd- und Westküste gleichzustellen wären, oder beachtenswerte landschaftliche Sehenswürdigkeiten, wie in Kappadokien, gibt es nur wenige, sind nicht unbedingt spektakulär und kaum bekannt. Die Nähe zu Bosporus und Dardanellen, den beiden Hauptzufahrten für Europäer nach Anatolien, ist zwar nicht ungünstig, die Küstengebiete des südlichen Marmarameeres und damit auch Erdek liegen aber dazu eher in einem toten Winkel. Die Flughäfen von Bursa und Bandırma waren zunächst für internationalen Flugbetrieb nicht gut genug gerüstet.
Auch klimatisch gesehen erscheint Erdek zunächst wenig ansprechend. Die meiste Zeit des Jahres (über 80 %) ist der Himmel bewölkt (214 Tage) oder bedeckt (84 Tage). Die mittlere Jahrestemperatur beträgt mit 15,5 °C (im Vergleich: Alanya 18,8 °C, Kuşadası 16,7 °C) genauso „wenig“ wie die durchschnittliche „Kühle“ des Seewassers (ebenfalls 15,5 °C, zum Vergleich: Antalya 21,7 °C, Kuşadası 18,5 °C). Bedingt durch die Lage am Südrand der gebirgigen Halbinsel Kapıdağ sind auch die Bademöglichkeiten auf den ersten Blick begrenzt. Die östlich gelegenen Küstenabschnitte in der Bucht von Bandırma werden zum größten Teil von Hafengelände eingenommen, und die Strände dort sind durch Industriebetriebe verbaut. Allein vier große Chemieunternehmen zur Herstellung von Borax, Stickstoff, Schwefelsäure und Papier belasten in ca. 20 km Entfernung von Erdek die Luft um die Stadt Bandırma mit Schadstoffen und verunreinigen Strände und Gewässer. Der Hafen Bandırmas mit einer potentiellen Kapazität von (1250 000 t 1980) wurde mittlerweile auf 2 771 000 t und eine Docklänge von 2788 Metern ausgebaut. Bereits 1981 betrug der Gesamtumschlag knapp 1 Mio. Tonnen. Energieerzeugungsanlagen rund um Erdek Bay und Edincik wirken sich negativ auf die Wasserressourcen in der Region aus.
Auch an der Ostküste der Halbinsel Kapıdağ findet man nur vereinzelt günstige Badeplätze. Die beiden Dörfer Tatlısu und Asağı Yapıcı zum Beispiel haben sich allerdings zu bevorzugten Sommerfrischen für Leute aus Bandırma entwickelt. Noch ungünstiger sind die Verhältnisse an der Nordküste, weil hier das Gebirge steil zum Meer hin abfällt. Verlockende Sandstrände gibt es an der an kleinen Buchten reichen Küste eher wenige. Lediglich bei einigen Dörfern, wie Turan, Doğanlar, Ormanlı und Kocaburgaz, die in kleinen eingelagerten Buchten liegen, gibt es etwas touristischen Betrieb mit Bademöglichkeit. Die Situation an den südwestlichen Uferstreifen der Halbinsel dagegen, dort also, wo auch Erdek liegt, ist deutlich vorteilhafter. Hier ist über große Strecken eine schmale Küstenebene ausgebildet. Unterbrochen lediglich vom 250 m breiten Kap aus kristallinen Schiefern des Seyitgazi Tepesi (Dilek Tepesi, 105 m) findet man auf 14 km Länge gute Sandstrände mit einer Breite von 5–50 m: im Nordwesten den 5 km langen Çuğra Plajı und im Südosten den Düzova Plajı mit etwa 9 km. Beide fallen sanft ein, und noch in ca. 100 m Abstand von der Küste ist das Wasser kaum tiefer als 2 m.

## Klimatische Aspekte
Türkische Urlauber setzen erfahrungsgemäß im eigenen Land andere Schwerpunkte als Ausländer. Während die Gäste aus dem kühleren Europa für ihren Urlaub eher die sonnendurchglühte Atmosphäre am Mittelmeer oder an der Ägäis bevorzugen, möchten die meisten Türken der extremen sommerlichen Hitze zum Beispiel des anatolischen Hochlandes entfliehen. Alternative Bedingungen am Schwarzen Meer sind ihnen in der Regel allerdings zu rau. Ein ausgeglichenes Klima, wie sie es am Marmarameer vorfinden, gilt ihnen deshalb als besonders angenehm. Auch wird der vergleichsweise geringe Salzgehalt zum Beispiel von nur 18 % (zum Vergleich: Schwarzes Meer 18–23 %, Mittelmeer 35 %) in der Bucht von Erdek von den meisten türkischen Gästen als angenehm empfunden. Zudem weist die See um Erdek während des ganzen Jahres kaum starke Brandung auf, da die Bucht durch mehrere vorgelagerte Inseln vor heftigen Nordwestwinden geschützt ist, und die unmittelbar ansteigenden Gebirge der Kapıdağ-Halbinsel brechen die Gewalt rauer Nordstürme.
Zieht man die entsprechenden Werte der Klimastation Bandırma heran, so steigen die mittleren Maximal-Temperaturen in Erdek nicht über 28,2 °C. Der August als heißester Monat hat ein Mittel von 23,8 °C. Die jährlichen Niederschläge sind mit 725,6 mm relativ gering – vergleichbar etwa mit Mitteleuropa. Zur Saison (Mitte Juni bis Mitte September) fällt kaum Regen (Juli 10,3 mm und August 18,0 mm), und es ist nicht zu warm. Da hier das Mittelmeerklima noch Einfluss nimmt, fällt die Regenzeit in das Winterhalbjahr. Mit insgesamt nur 100 Regentagen im Jahr liegt Erdek so günstig wie die Regionen um Muğla (Ägäis; 100 Regentage), weit besser sogar als die Schwarzmeerküste (Ereğli/Zonguldak: 137,4 Regentage im Jahr). Allerdings ist die Saison nicht sehr lang. Im Vergleich zu den Sommermonaten mutet der Ort vom Frühherbst bis zum späten Frühjahr fast ausgestorben an. Die durchschnittliche Wassertemperatur (Jahresmittel 15,5 °C), die im Juli noch 22,7 °C beträgt, fällt dann kräftig. In Einzelfällen erreicht sie fast den Gefrierpunkt (0,3 °C). Das monatliche Temperaturmittel der Luft liegt aber im Dezember immer noch bei +14,4 °C.

## Gäste und ihre Herkunft
Die soziale und regionale Herkunft der Touristen lässt sich für Erdek nur schwer erfassen. Ausländer, die in den Hotels registriert werden müssen, trifft man nur selten. Über den Bestand an Privatquartieren in Erdek (und auch in der Regel in anderen Ferienorten der Türkei) gibt es kaum Statistiken. Das Ver- oder Anmietungsgeschäft wird nur zwischen Privatleuten abgewickelt und ist nirgendwo – auch nicht steuerlich – registriert. Die Masse der Urlauber in Erdek sind Türken, von denen die Mehrzahl ebenfalls schon deshalb nicht erfasst wird, weil sie in Privathäusern oder Ferienwohnungen unterkommen, wo Meldevorschriften nicht beachtet werden, oder weil sie in Kamps logieren, die keinem offiziellen Anmeldeverfahren unterliegen. Die Registrierung von Touristen am Urlaubsort ist erst in allerjüngster Zeit auf Druck der Regierung (Steuererleichterung!) effektiver geworden. Einschlägige statistische Informationen zu einzelnen Urlaubsorten stehen bislang selten zur Verfügung oder sind statistisch nur pauschal – soweit registriert – provinzweise, bestenfalls für einzelne bekannte Urlaubsregionen ausgewiesen, aber keinesfalls generell für einzelne Orte. Für Erdek allerdings gibt es einige entsprechende Daten für 2012 – allerdings nur für kommunal zertifizierte Unterkünfte:
| Unterkunft                             | Anzahl | Bettenzahl |
| -------------------------------------- | ------ | ---------- |
| Gesamtunterkünfte                      | 91     | 4091       |
| Davon in Hotels                        | 28     | 2970       |
| Motels                                 | 15     | 1120       |
| Pensionen                              | 24     | 1398       |
| Private Kamps                          | 8      | 570        |
| Offizielle Kamps                       | 12     | 3522       |
| Private Ferienhäuser nicht ausgewiesen |        |            |

Den bei den Unterkunfts-Anbietern durchgeführten Umfragen (2011/2012) zufolge betrug die Auslastung in der Sommersaison 93,3 %, während diese in der Wintersaison auf 41,1 % zurückging. Ältere statistische Daten für Erdek aus den 1980er Jahren wurden über mehrere Jahre hinweg an Ort und Stelle durch Befragung von Hotelbesitzern, Kampverwaltungen, kommunalen Behörden, Privatpersonen usw. ermittelt. Glücklicherweise gibt es für Erdek auch offizielle jüngere statistische Daten: Demnach kamen von der Gesamtzahl der Touristen 2009 in Erdek 94,5 % aus der Türkei und nur 5,5 % aus dem Ausland. 96 % der Übernachtungen in Erdek entfielen auf inländische und nur 4 % auf ausländische Touristen. Die durchschnittliche Aufenthaltsdauer für türkische Besucher beträgt demgemäß 3,30 Tage, die der Ausländer 2,40 Tage. Inländische Touristen, die sich in Erdek aufhalten, erreichten 2009 eine Kapazitätsauslastung von 21,65 %. Allerdings gab es erhebliche jährlich Unterschiede: Während 2006 und 2007 jeweils etwas über 1000 Einheimische Erdek besuchten (1110 bzw. 1583), waren es 2008 und 2009 mehr als das 10fache (10270 bzw. 18875) an einheimischen Touristen.
70 % der Gäste in Erdek kommen aus Ankara, wo sich die Vorzüge dieses Urlaubsortes in Kreisen der gehobenen Gesellschaftsschichten schnell herumgesprochen hatten. Aus İstanbul stammen etwa 20 %, weitere 10 % aus Städten wie Eskişehir, Balıkesir oder Kütahya. Der hohe Anteil von Erdek-Urlaubern aus Ankara und İstanbul beruht darauf, dass staatliche und halbstaatliche Stellen, die Kamps bei Erdek betreiben, ihren Sitz fast ausschließlich in diesen beiden Städten haben.
Die soziale Zusammensetzung des Touristenkreises in Erdek ist sehr heterogen. Ein leichtes Übergewicht an Angestellten und Beamten resultiert aus der häufigen Herkunft der Gäste aus dem Dienstleistungs- und Verwaltungszentrum Ankara. Aber auch Freiberufliche, reiche Bauern aus dem Hinterland, Geschäftsleute aus İstanbul, Eskişehir, Ankara und anderen Wirtschaftszentren Westanatoliens sind mit 30 % auffallend stark vertreten. Als Folge des relativ niedrigen Preisniveaus kommen Urlauber aller sozialen Schichtungen vom hohen Beamten und reichen Geschäftsmann bis hin zum einfachen Angestellten nach Erdek – vor allem aber sehr viele Arbeiter. Damit unterscheidet sich Erdek klar von den Ferienorten an den Küsten der Ägäis oder von solchen am Mittelmeer, wo ausländische Touristen deutlich stärker vertreten sind und die Lebenshaltung für Urlauber entsprechend teurer ist.

## Benachbarte Inseln

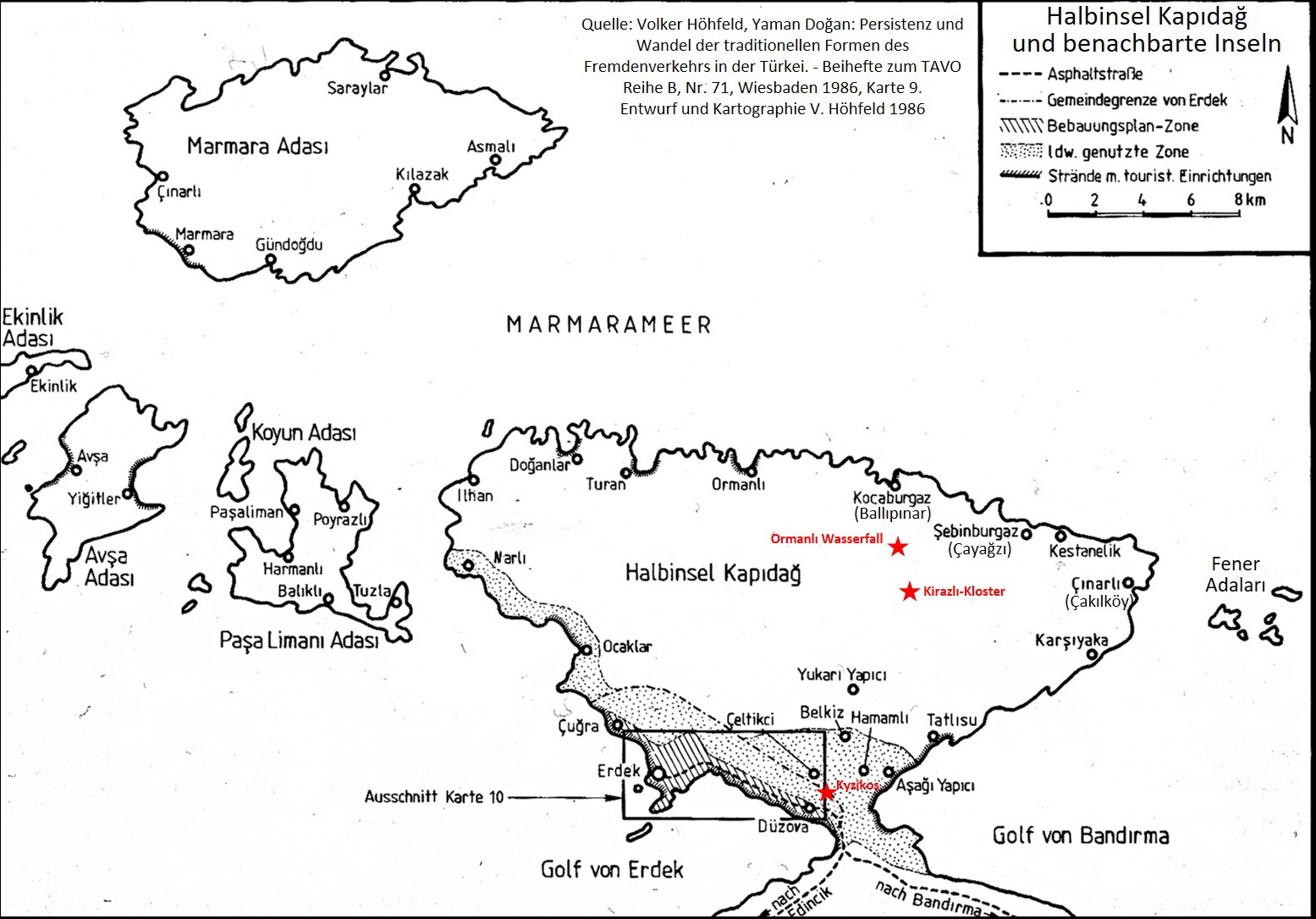
Die Karte zeigt die Lage von Erdek und die der wichtigsten Ortschaften auf der Halbinsel Kapıdağ sowie auf den benachbarten Inseln.

Von Erdek aus kann man für einen kurzen Besuch oder Badeaufenthalt die verschiedenen vorgelagerten Inseln schnell erreichen. Fähren verbinden sie und verschiedene Küstenorte des Marmarameergebietes auf täglichen Routen miteinander. Dazu zählen auch die Inseldörfer Ekinlik und Paşa Limanı, wichtiger aber sind Marmara und Avşa. Der örtliche Fremdenverkehrsverein von Erdek und die Verwaltungen der Kamps, die an der Bucht von Erdek unterhalten werden, veranstalten während des Sommers zusätzliche Ausflugsfahrten zu diesen beiden Inseln.
Die Insel Marmara, benannt nach dem Marmor, der hier abgebaut und verarbeitet wird, liegt von Erdek nur 18 Seemeilen entfernt. Auf dem 117,2 km² großen sehr gebirgigen Eiland leben knapp 10.000 Menschen in sechs Dörfern (2020). Die Einheimischen waren früher ausschließlich Bauern und Fischer. Ihre wirtschaftliche Hauptgrundlage basierte auf dem Fischreichtum der Gewässer ringsum. Davon zeugen die Fischkonservenfabrik und der Fischereihafen von Marmara, dem Hauptort der Insel. Zusätzlich kultivierte man auf kleinsten Flächen Wein und Oliven. Insgesamt gesehen waren die Einkommensverhältnisse der Inselbevölkerung aber bescheiden. Der Kontakt mit Sommerurlaubern, die von Erdek per Boot für eine kurze Visite herüberkamen, gab den Anstoß, zusätzliche Einkommensquellen im Tourismussektor zu erschließen. Bereits seit etwa 1960 ging man sukzessive daran, nach dem Vorbild Erdeks die notwendigen Voraussetzungen dafür zu schaffen. Innerhalb kürzester Frist konnten 500 Hotelbetten einfachen Standards bereitgestellt werden. Ähnlich wie in Erdek stieg die Zahl der Gäste rasch an, so dass ansässige Familien ebenfalls dazu übergingen, ihre Privathäuser an Fremde zu vermieten. Heute stellt fast jedes Haus auf der Insel private Unterkünfte zur Verfügung.
Noch bekannter wegen ihres florierenden Küstentourismus als Marmara ist Avşa. Die nur 20,6 km² große Insel liegt drei Seemeilen südlich von Marmara und 20 Seemeilen nordwestlich von Erdek. Es gibt dort nur zwei Dörfer mit insgesamt 3173 (2020) Einwohnern: Türkeli (ehemals Avşa) und Yiğitler (ehemals Araplar). Aufgrund geringerer Attraktivität für Badegäste und Ausflügler aus Erdek ist Yiğitler bis in die Gegenwart ein Dorf geblieben (2020: 645 Ew.), in dem es nur langsame Entwicklungsansätze für Fremdenverkehr gibt. In den letzten Jahren entstanden im Dorf die ersten Hotels der Insel mit Pools, deren Anzahl allmählich zugenommen hat.
Türkeli (Avşa) dagegen hat einen kleinen Hafen, errang durch die ausgezeichnete Qualität des dort erzeugten Weines einen besonderen Ruf und besitzt vor allem besten Sandstrand. In dem 2526 Einwohner (2020) zählenden Fischerdorf ist in den letzten Jahren eine deutliche Aktivierung des Tourismus spürbar geworden. Um mehr vom Tourismus zu profitieren, bietet Avşa den Touristen, im Gegensatz zu Urlaubszielen in der nördlichen Ägäis, ein buntes Nachtleben. Während der Sommerzeit leben bis zu 5000 Menschen im Ort. Auch hier müssen einheimische Familien Privatquartiere zur Verfügung stellen, weil die neugebauten Hotels und Motels bei weitem nicht ausreichen. Die Entwicklung auf Avşa hat aber auch beträchtliche Probleme mit sich gebracht. Im Gegensatz zu den Hotelbauten, die am Ufer auf vergleichsweise wertlosem Boden erstellt wurden, hat man durch den Bau von Sommerhäusern überall auf der Insel wertvolle agrarische Nutzflächen zerstört. Vor allem Rebflächen gehen immer mehr zurück, da sie von ihren Besitzern als Baugrundstücke für Sommerhäuser verkauft werden.
Paşalimanı zwischen Avşa Adası, Koyun Adası und der Kapıdağı Halbinsel ist mit einer Fläche von 21,3 km² die viertgrößte Insel der Türkei mit fünf Dörfern (962 Einwohner), aber ohne zentrale Siedlung. Der größte Ort ist Harmanlı mit 285 Bewohnern. Seit vielen Jahren wird Weinbau und Weinproduktion betrieben, zudem Olivenanbau, Kultivierung von Weizen, Trauben, Gemüse und Obst sowie Tierhaltung und Fischerei. Das touristische Potenzial der Insel ist noch nicht ausreichend ausgeschöpft. Obwohl die Bevölkerung in den Sommermonaten regelmäßig zunimmt, sind die professionellen Tourismusaktivitäten sehr begrenzt. In den letzten Jahren haben sich jedoch die Managements von Pensionen und kleine Tourismusunternehmen entwickelt. Während der Sommer- und Wintersaison gibt es tägliche Fährverbindungen von Erdek, Avşa, und Marmara zum Dorf Balıklı.

## Besuchenswertes im Umfeld
- Kyzikos (Belkis): Antikes Ruinengelände 7 km östlich von Erdek nördlich der Straße nach Bandırma.
- Kirazlı-Kloster (Kirazlı Manastırı): Klosterruine auf der Kapıdağ-Halbinsel am Didumus Dağı etwa 5 km nördlich des Dorfes Yukarı Yapıcı (Fahrweg) und 15 km von Erdek.
- Ormanlı Şelalesi: Wasserfall im Waldgebiet 17 km nordöstlich von Erdek bzw. 3 km südlich des Dorfes Ballıpınar (Kocaburgaz) (von dort erreichbar über einen Fahrweg, der bisweilen durch Regenfälle und Stürme der Wintermonate beschädigt sein kann, nicht leicht zu finden); erreichbar auch vom Kirazlı-Kloster (enger Fahrweg oder 2 km Fußweg).